# Platydoryctes duckensis
Platydoryctes duckensis är en stekelart som beskrevs av Barbalho och Penteado-dias 2000. Platydoryctes duckensis ingår i släktet Platydoryctes och familjen bracksteklar. Inga underarter finns listade i Catalogue of Life.